# Rime e ragioni
Rime e ragioni è il primo album in studio del rapper italiano Tsu, pubblicato nel 2001 dalla La Suite Records e successivamente ristampato nel 2004.

## Il disco
Rime e ragioni ha visto la partecipazione di alcuni nomi importanti della scena hip hop italiana, come Stokka & MadBuddy e Mistaman. Gran parte dell'album è stato prodotto da Rula degli ATPC, responsabile dell'etichetta La Suite e da sempre molto vicino a Tsu, come racconta la traccia Terzo grado. Il brano L'uomo che viene dal mare è una sorta di cover di un vecchio successo italiano, la cui base è presa in prestito dal telefilm Love Boat.

## Tracce
1. Volevate il sardo – 4:29 (testo: Tsu – musica: Rula)
2. È giusto o no? (ft. Stefy) – 4:03 (testo: Tsu, Stefy – musica: Hakeem)
3. Qualcosa è cambiato (ft. Rula) – 3:46 (testo: Tsu, Rula – musica: Rula, DJ Koma)
4. L'uomo che viene dal mare (ft. Giona) – 4:54 (testo: Tsu, Giona – musica: Rula, DJ Koma)
5. Rime e ragioni – 4:13 (testo: Tsu – musica: DJ Shocca)
6. Comparse (ft. Sly) – 4:37 (testo: Tsu, Sly – musica: Rula)
7. G7 (ft. ATPC, Funk Famiglia & Principe) – 5:35 (testo: Tsu, ATPC, Funk Famiglia, Principe – musica: Rula)
8. Terzo grado (ft. Rula) – 4:00 (testo: Tsu, Rula – musica: Rula)
9. Sempre con me (ft. Didie) – 4:22 (testo: Tsu, Didie – musica: Rula)
10. Poveri vecchi (ft. Stokka & MadBuddy, Rookie, Mistaman & Frank Siciliano) – 5:06 (testo: Tsu, Stokka & MadBuddy, Mistaman, Frank Siciliano, Rookie – musica: Rula)
11. Impronte (ft. ATPC & Principe) – 4:39 (testo: Tsu, ATPC, Principe – musica: Rula)